# E-mu Emulator II
Der Emulator II ist einer der erfolgreichsten Sampler der 1980er Jahre.
Der Emulator II wurde 1984 von der Firma E-mu Systems als Nachfolger des 1983 ausgelaufenen Emulator auf den Markt gebracht, wobei es aufgrund großer finanzieller Schwierigkeiten der Firma fast nicht dazu gekommen wäre. Der Emulator II verwendete zwar immer noch eine 8-Bit-Auflösung, doch wurden die Amplituden der Samples nicht absolut, sondern als Delta gespeichert. Es wurde also nur die Amplitudenänderung und nicht die Amplitude selber gespeichert. Dies erlaubte eine bessere Auflösung und damit Klangqualität der Samples. Ein weiterer großer Vorteil des Emulator II war, dass er Sampling- mit analoger Synthesizer-Technologie kombinierte, indem man die Klänge umfassend mit Hilfe von VCAs, VCFs und LFOs bearbeiten konnte. Auch bot er alle zur damaligen Zeit modernen Schnittstellen. Man hatte so die Möglichkeit per Software, etwa auf dem Apple Macintosh, den Emulator zu programmieren.
Es folgten zwei weitere Versionen des Emulator II. 1985 erschien der Emulator II+ mit 1 MB Hauptspeicher, später folgte der Emulator II+HD mit einer internen 20-MB-Festplatte. Der Nachfolger, der Emulator III, kam 1988 auf den Markt und bot Sampling in CD-Qualität (16 Bit, 44,1 kHz).
Die Emulator II-Sampler waren Mitte der 1980er weit verbreitet und sehr erfolgreich. Einen Emulator II+ sieht man etwa im Genesis-Video zur Single Invisible Touch, man findet ihn aber auch in dem Film Ferris macht blau. Auf der Bühne ist der Emulator II unter anderem beim Live-Aid-Auftritt der Band Ultravox zu sehen. Das von Peter Saville entworfene 12"-Plattencover des Stücks Blue Monday von New Order wurde von jener 5,25" Diskette inspiriert, die beim Emulator Synthesizer zur Abspeicherung der Samples diente, mit welchen auch dieser Hit komponiert wurde.
Weitere Benutzer waren unter anderem Depeche Mode, Front 242, Pet Shop Boys, Deep Purple, Holger Hiller, Michael Cretu und Peter Mergener.